# VW-Urteil
In dem sogenannten VW-Urteil, Urteil vom 20. Oktober 2009, Az.: VI ZR 53/09, hob der deutsche Bundesgerichtshof eine Entscheidung des Landgerichts Würzburg auf und äußerte sich zu den Bedingungen, nach welchen bei der Schadensberechnung der Stundenverrechnungssatz einer Vertragsfachwerkstatt auch bei fiktiver Schadensabrechnung herangezogen werden kann. Das sogenannte VW-Urteil des BGH ist als Fortentwicklung des Porsche-Urteils zu sehen. Es wurde seinerseits durch den Bundesgerichtshof mit dem BMW-Urteil fortgeführt.

## Der Fall
Bei einem Verkehrsunfall wurde ein 9½ Jahre alter VW Golf mit einer Laufleistung von über 190.000 km beschädigt. Der Unfallverursacher haftete allein für den Schaden. Der Geschädigte nahm die Haftpflichtversicherung des Unfallverursachers in Anspruch. Ein Sachverständiger stellte in einem Gutachten den zu ersetzenden Schaden am Fahrzeug fest. Der Versicherer verlangte, dass die Reparatur in einer günstigen freien Karosseriefachwerkstatt durchgeführt werden sollte und erklärte sich bereit, die Kosten in entsprechender Höhe zu erstatten. Der Geschädigte wollte dagegen den Golf in einer markengebundenen VW-Fachwerkstatt reparieren lassen, obwohl diese teurer war. Diese Kostendifferenz wollte der Versicherer nicht tragen. Dagegen klagte der Geschädigte.

## Das Urteil
Entsprechend der Entscheidung des Porsche-Urteils kann der Geschädigte gegenüber der gegnerischen Versicherung fiktive Reparaturkosten anrechnen, welche den Kosten der Reparatur in einer markengebundenen Werkstatt entsprechen. Auch dann genügt der Geschädigte noch dem bestehenden Gebot der Schadensminderung. Nicht geklärt war aber, ob hinsichtlich der abgerechneten Stundensätze auch solche der Vertragswerkstatt herangezogen werden dürfen oder ob die Sätze einer „gleichwertigen“ Werkstatt heranzuziehen seien, wenn eine solche ohne weiteres für die Reparatur erreichbar gewesen ist.
Die Zumutbarkeit für den Geschädigten, sich auf eine kostengünstigere Reparatur in einer nicht markengebundenen Fachwerkstatt verweisen zu lassen, setzt jedenfalls eine technische Gleichwertigkeit der Reparatur voraus. Will der Schädiger mithin den Geschädigten auf eine günstigere Reparaturmöglichkeit in einer mühelos und ohne weiteres zugänglichen „freien Fachwerkstatt“ verweisen, muss der Schädiger darlegen und ggf. beweisen, dass eine Reparatur in dieser Werkstatt vom Qualitätsstandard her der Reparatur in einer markengebundenen Fachwerkstatt entspricht. Dabei sind im Vergleich die (markt-)üblichen Preise der Werkstätten zugrunde zu legen. Das bedeutet insbesondere, dass sich der Geschädigte im Rahmen seiner Schadenminderungspflicht nicht auf Sonderkonditionen von Vertragswerkstätten des Haftpflichtversicherers des Schädigers verweisen lassen muss. Anderenfalls würde die ihm zustehende Ersetzungsbefugnis unterlaufen, die ihm die Möglichkeit der Schadenbehebung in eigener Regie eröffnet. Es entspreche dem gesetzlichen Bild des Schadenersatzes, wonach der Geschädigte grundsätzlich selbst bestimmen dürfe, wie er mit der beschädigten Sache verfahre.

## Neufahrzeugreparatur in Fachwerkstatt
Stehe unter Berücksichtigung dieser Grundsätze die Gleichwertigkeit der Reparatur zu einem günstigeren Preis fest, könne es für den Geschädigten gleichwohl unzumutbar sein, eine Reparaturmöglichkeit in dieser Werkstatt in Anspruch zu nehmen. Dies gelte vor allem bei Fahrzeug bis zum Alter von drei Jahren. Bei neuen bzw. neuwertigen Kraftfahrzeugen müsse sich der Geschädigte im Rahmen der Schadenabrechnung grundsätzlich nicht auf die Reparaturmöglichkeiten verweisen lassen, die ihm bei einer späteren Inanspruchnahme von Gewährleistungsrechten, eine Herstellergarantie und/oder von Kulanzleistungen Schwierigkeiten bereiten könnten. Im Interesse einer gleichmäßigen und praxisgerechten Regulierung bestehen deshalb bei Fahrzeugen bis zum Alter von drei Jahren grundsätzlich keine rechtlichen Bedenken gegen eine Schätzung der erforderlichen Reparaturkosten nach den Stundenverrechnungssätzen einer markengebundenen Fachwerkstatt.

## Fahrzeuge älter als drei Jahre
Bei Kraftfahrzeugen, die älter sind als drei Jahre, kann es für den Geschädigten ebenfalls unzumutbar sein, sich im Rahmen der Schadenabrechnung auf eine alternative Reparaturmöglichkeit außerhalb einer markengebundenen Fahrwerkstatt verweisen zu lassen. Denn auch bei älteren Fahrzeugen könne die Frage Bedeutung haben, wo das Fahrzeug regelmäßig gewartet, „scheckheftgepflegt“ oder ggf. nach einem Unfall repariert worden sei. Dabei bestehe bei einem großen Teil des Publikums insbesondere wegen fehlender Überprüfungsmöglichkeiten die Einschätzung, dass bei einer (regelmäßigen) Wartung und Reparatur eines Kraftfahrzeugs in einer markengebundenen Fachwerkstatt eine höhere Wahrscheinlichkeit bestehe, dass diese ordnungsgemäß und fachgerecht erfolgt sei. Deshalb könne auch dieser Umstand es rechtfertigen, der Schadenabrechnung die Stundenverrechnungssätze einer markengebundenen Fachwerkstatt zugrunde zu legen, obwohl der Schädiger oder dessen Haftpflichtversicherer dem Geschädigten eine ohne weiteres zugängliche, gleichwertige und günstigere Reparaturmöglichkeit aufzeige. Dies könne etwa auch dann der Fall sein, wenn der Geschädigte konkret darlege, dass er sein Kraftfahrzeug bisher stets in einer markengebundenen Fachwerkstatt hat warten und reparieren lassen oder – im Fall der konkreten Schadenberechnung – sein besonderes Interesse an einer solchen Reparatur durch die Reparaturrechnung belege.
Dabei kann es erforderlich sein, dass der Geschädigte oder ein Dritter die in ihrem oder seinem Besitz befindlichen Urkunden und sonstigen Unterlagen, auf die sich der Geschädigte bezogen habe, etwa das „Scheckheft“ oder Rechnungen über die Durchführung von Reparatur- und/oder Wartungsarbeiten vorlegt.

## Entscheidung im konkreten Fall
Im vom BGH zu entscheidenden Fall sind vom Kläger keine erheblichen Umstände dargelegt worden, nach denen eine Reparatur seines 9½ Jahre alten Fahrzeugs gerade in einer Fachwerkstatt erforderlich war. Die Versicherung war daher nicht daran gehindert, den Kläger auf eine gleichwertige günstigere Reparaturmöglichkeit zu verweisen.

## Fazit
Nunmehr ist eindeutig geklärt, dass sich ein Geschädigter auch unter dem Gesichtspunkt der Schadensminderungspflicht nicht auf eine günstigere Reparaturmöglichkeit verweisen lassen muss, wenn sein Fahrzeug zum Unfallzeitpunkt nicht älter als drei Jahre war.
Bei älteren Fahrzeugen kommt es entscheidend darauf an, dass das betroffene Fahrzeug bis zum Unfallzeitpunkt stets in einer markengebundenen Fachwerkstatt gewartet und ggf. repariert wurde. Kann der Geschädigte dies z. B. durch ein Scheckheft, Inspektionsrechnungen oder Reparaturrechnungen konkret darlegen, muss er sich auch bei Fahrzeugen, die älter als drei Jahre sind, nicht auf eine günstigere Reparaturmöglichkeit verweisen lassen.